# Profane Genocidal Creations
Albums de Dark Fortress
Tales From Eternal Dusk
(2001) Stab Wounds
(2004)
Profane Genocidal Creations est le deuxième album studio du groupe de black metal symphonique allemand Dark Fortress.
L'album est sorti en février de l'année 2003 sous le label Red Stream.

## Liste des morceaux
| No  | Titre                                  | Durée |
| --- | -------------------------------------- | ----- |
| 1.  | Introduction                           | 1:45  |
| 2.  | Defiance of Death                      | 8:36  |
| 3.  | Passage to Extinction                  | 9:11  |
| 4.  | In Morte Aeternitas                    | 9:04  |
| 5.  | Moribound Be Thy Creation              | 6:19  |
| 6.  | Through Ages of War                    | 6:05  |
| 7.  | Blood of the Templars                  | 7:20  |
| 8.  | Warlord (Face the Angel of Pestilence) | 5:02  |
| 9.  | Battles Rage in the Infernal Depth     | 6:49  |
| 10. | A Fortress Dark                        | 8:16  |